# St. Nikolaus-Hospital

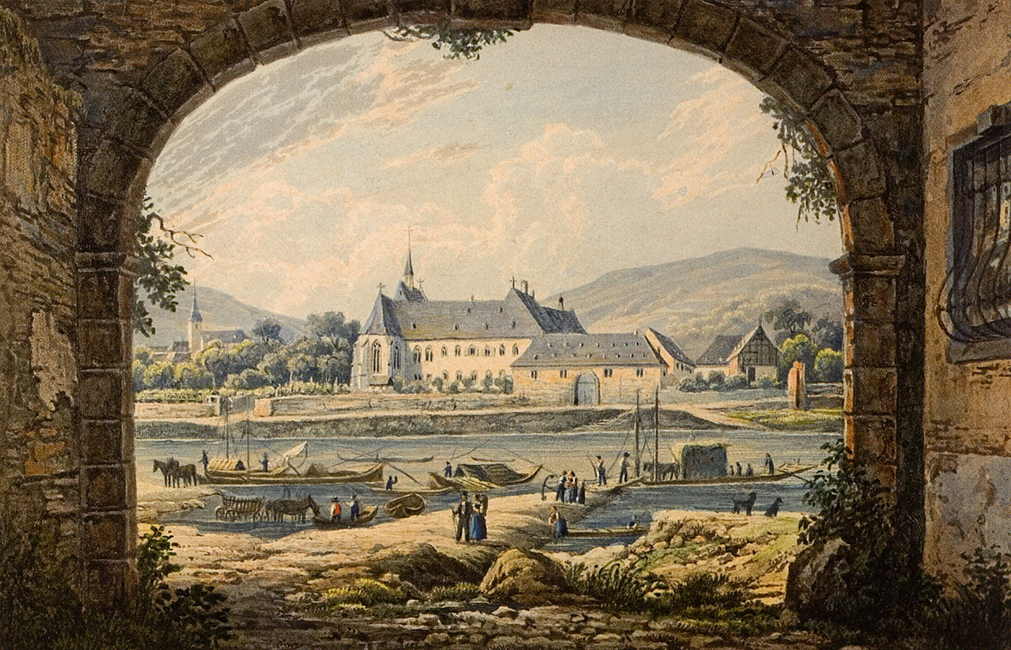
Das St. Nikolaus-Hospital in Bernkastel-Kues, kolorierte Aquatinta von F. Hegi nach einer Vorlage von Karl Bodmer, 1831

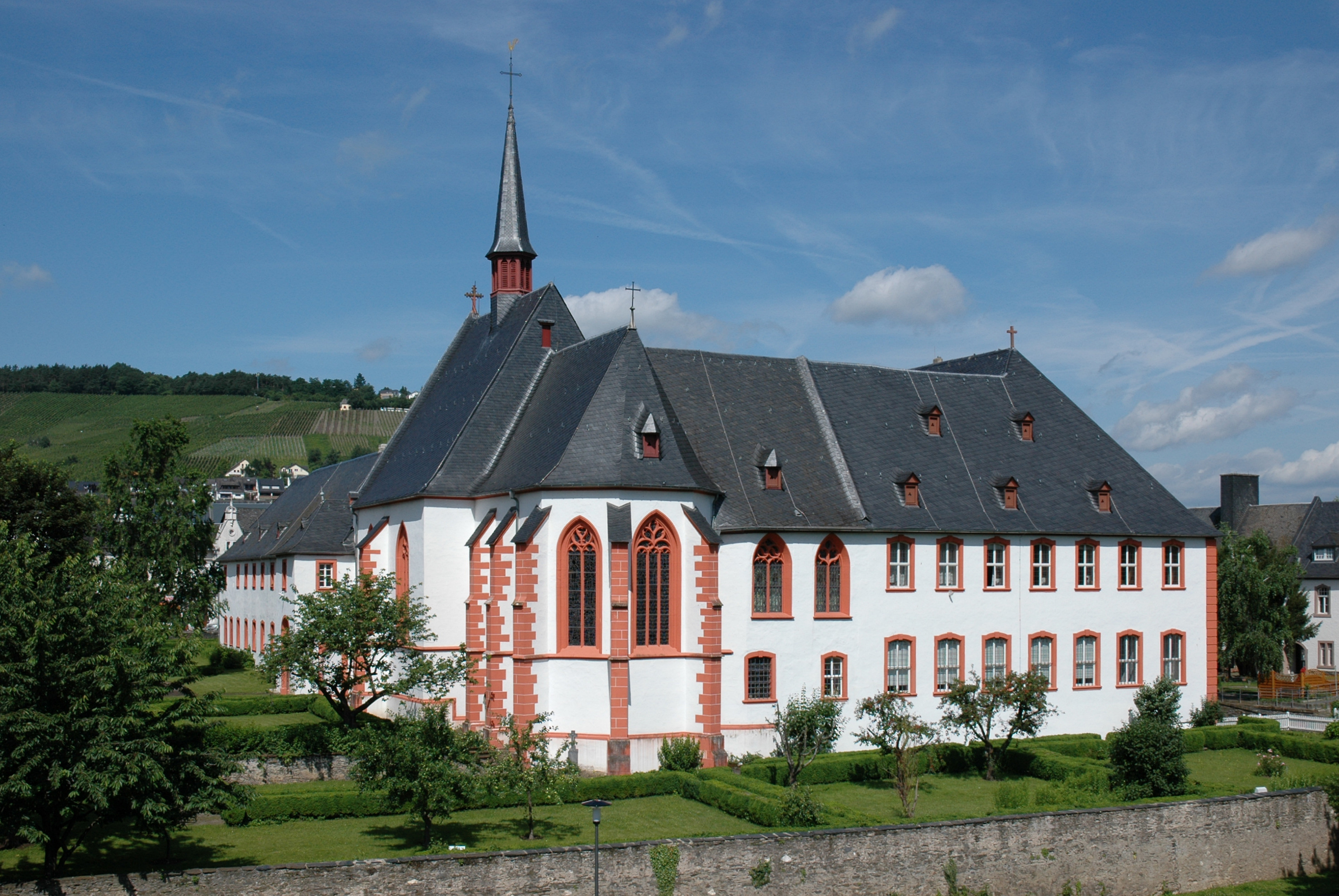
Cusanusstift, Ostansicht von der Moselbrücke aus, 2012

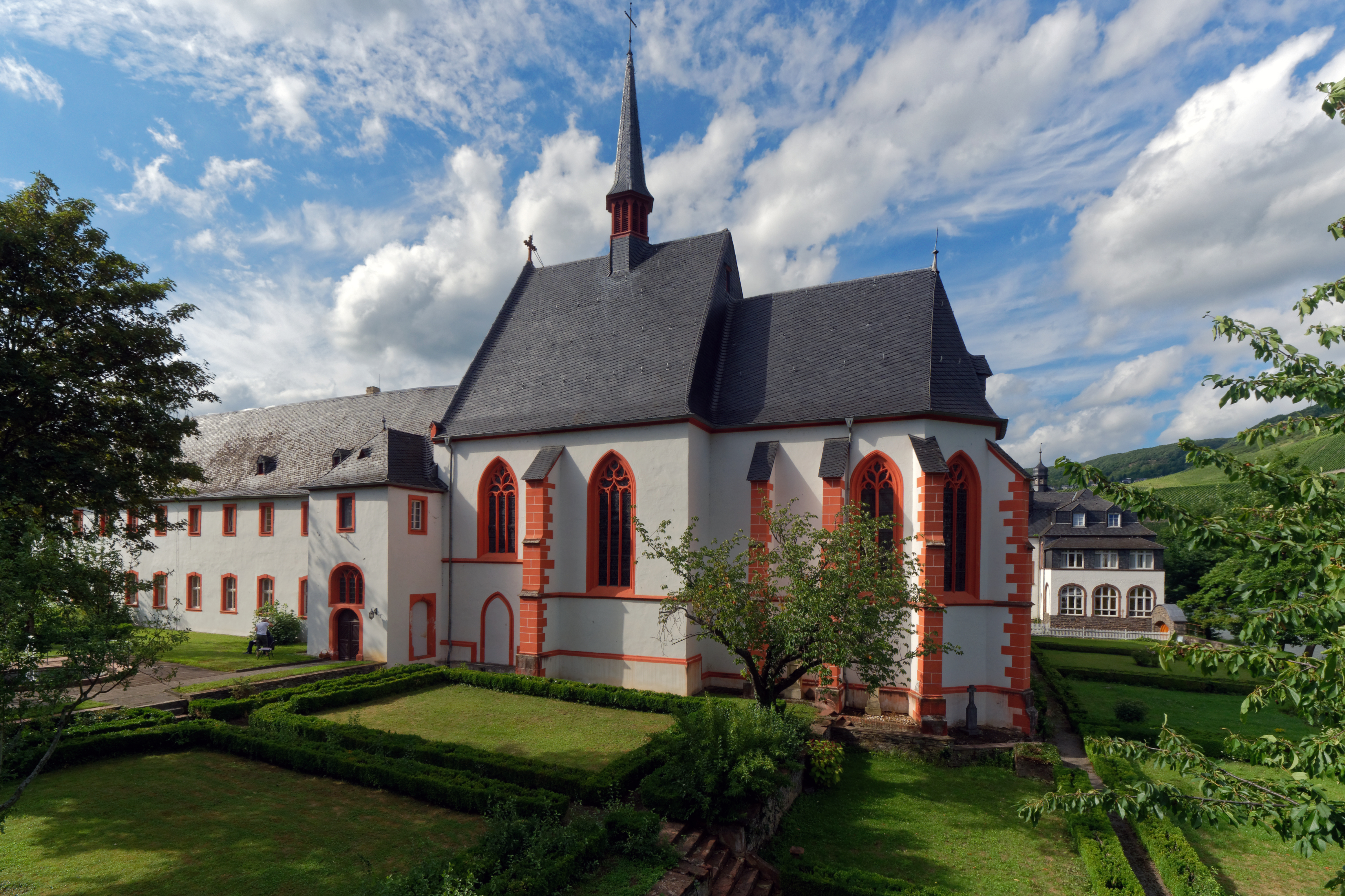
Ansicht von Südost

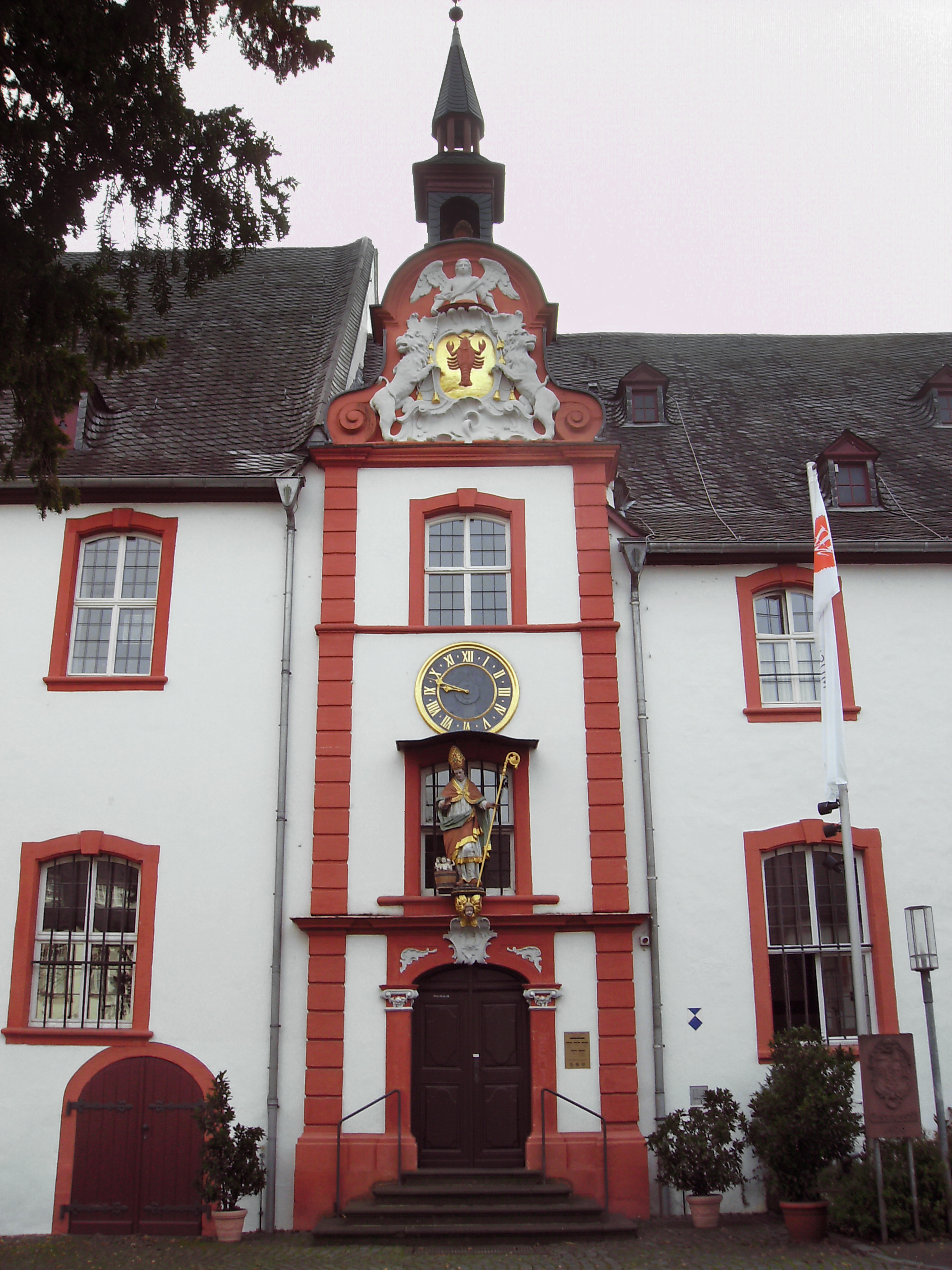
Hauptportal

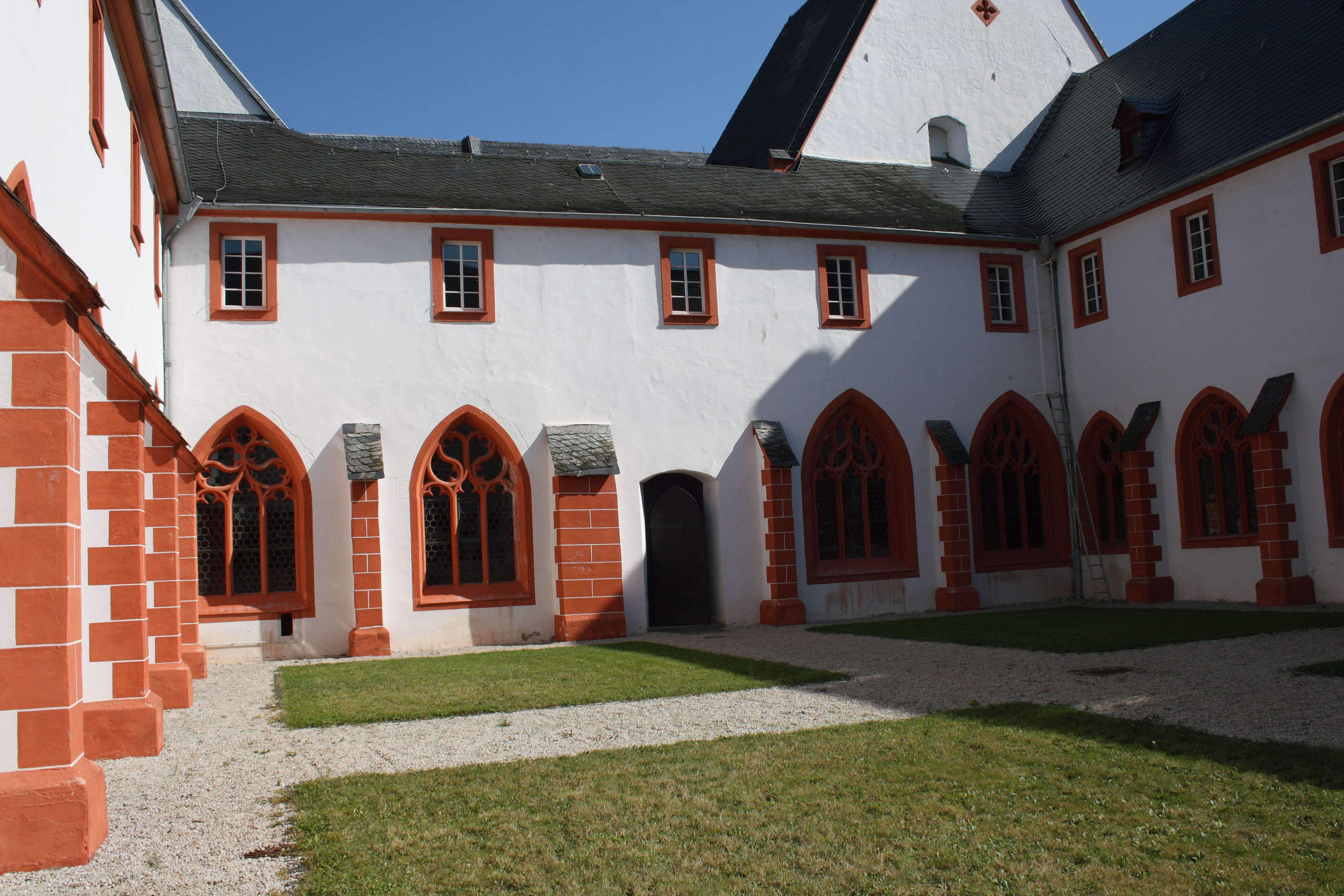
Kreuzgang

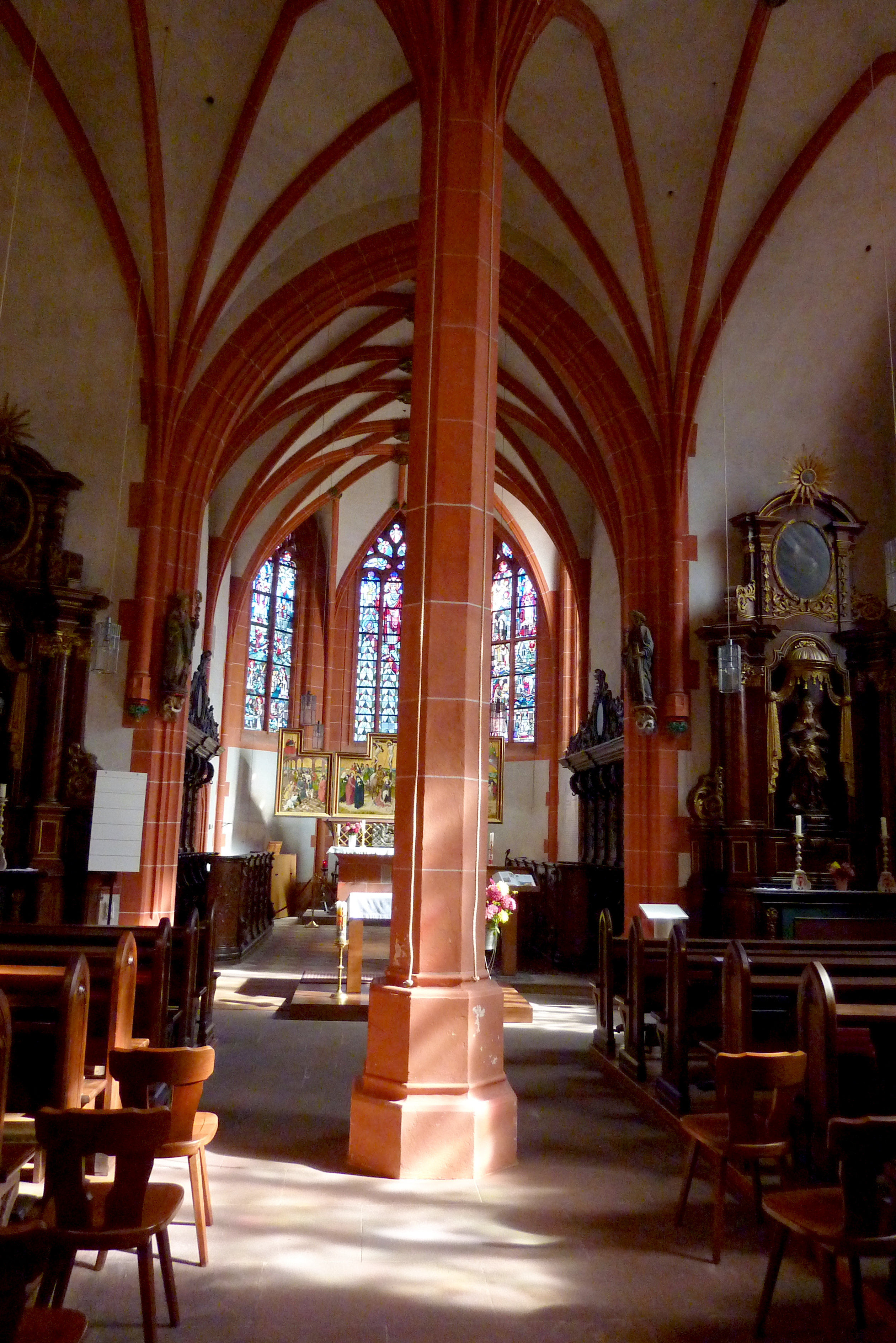
Inneres der Hospitalkapelle

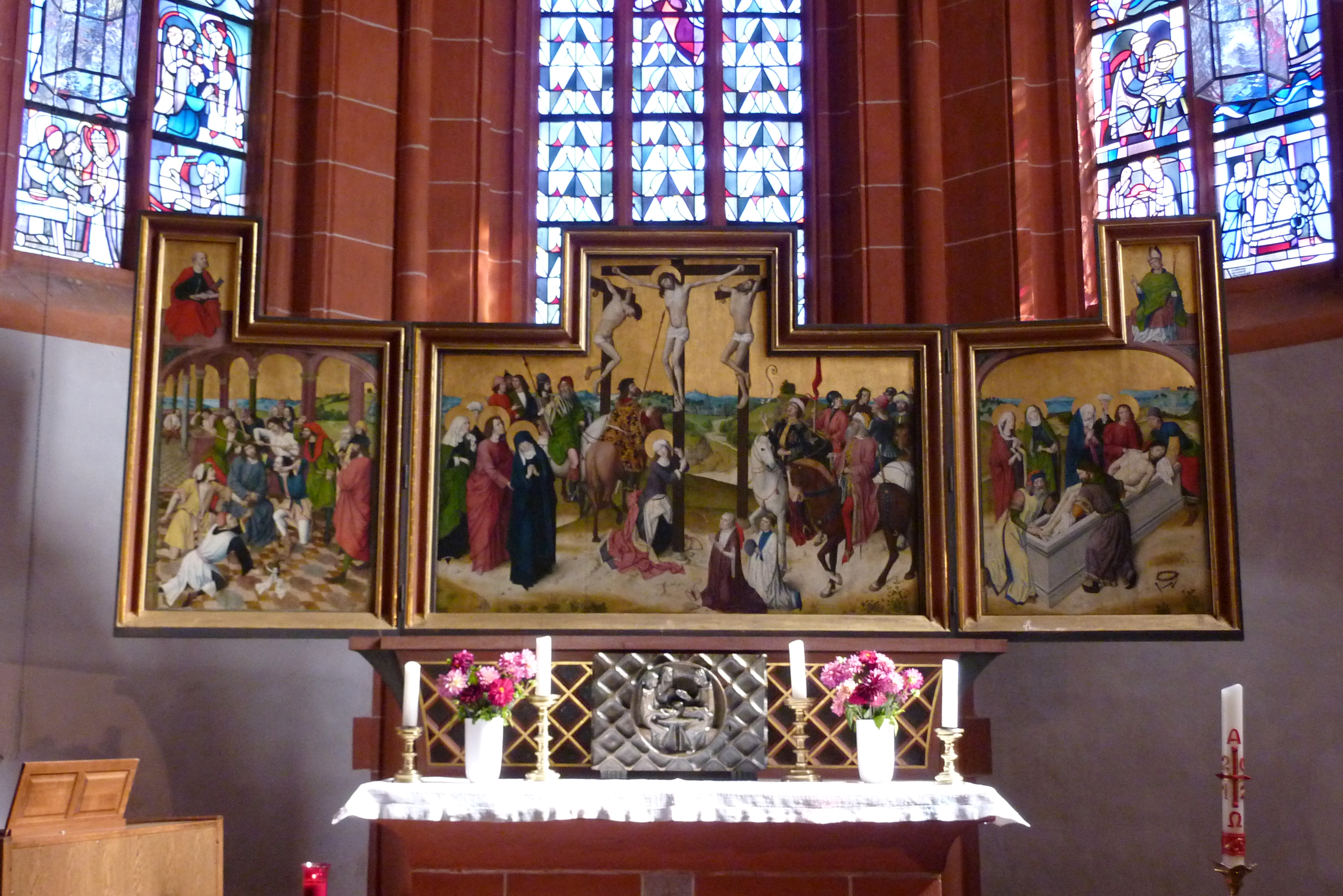
Retabel des Hochaltars

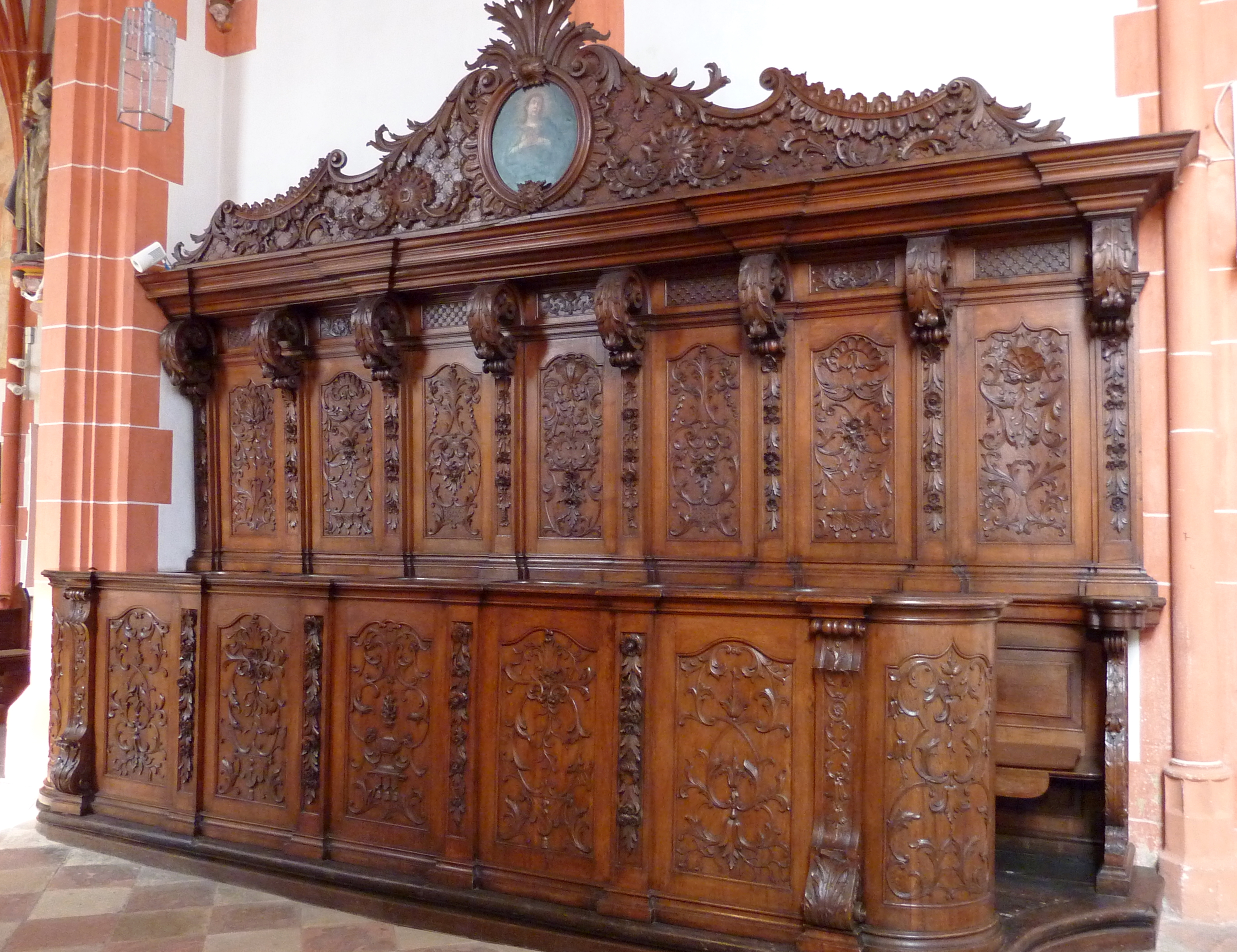
Chorgestühl

Das St. Nikolaus-Hospital oder Cusanusstift ist ein Hospital in Bernkastel-Kues. Es ist eine spätgotische Stiftung des Kardinals und Bischofs von Brixen Nikolaus von Kues.
Nikolaus von Kues gründete die Anlage am 3. Dezember 1458 als Armenhospital für genau 33 (nach den Lebensjahren Jesu Christi) alleinstehende Männer aus Adel (sechs Adlige), Klerus (sechs Priester) und Bürgertum (21 gemeine Leute). Seit Ende der 1960er Jahre werden auch Frauen aufgenommen. Bis heute erfüllt das Stift seine Aufgabe als Altenheim. Ihren Namen verdankt die Anlage dem Heiligen Nikolaus, dem Schutzpatronen der Schiffer und zugleich der Familie des Nikolaus von Kues.
Durch die berühmte Bibliothek sowie das historische Weingut konnte eine mehr als 500-jährige Tradition erhalten werden.

## Hospitalgebäude
Die Stiftsgebäude liegen abseits des alten Ortskerns am Moselufer. Der Baubeginn war um 1460; eine Bauinschrift am Ostflügel des Kreuzgangs gibt das Jahr 1458 an. Die Kapelle wurde wahrscheinlich 1465 geweiht. Ein partieller Umbau erfolgte in den Jahren 1748–1778.
Der Grundriss ist in der Art einer kleinen Klosteranlage gestaltet und vereint architektonische Geschlossenheit mit einer sinnvollen, durchdachten Anordnung der Gebäude und Räume. An den Kreuzgang in der Mitte schließen sich nach Osten die Kapelle und die durch einen Hof davon getrennte Küche mit den Räumen der Pflegebrüder im Obergeschoss an. Diese beiden Teile wurden durch einen im 18. Jahrhundert hinzugefügten Flügel mit Repräsentationsräumen und mit der Wohnung des Rektors verbunden. Die vorspringenden Enden des östlichen Kreuzgangflügels öffnen sich nach Norden zum Wirtschaftshof mit dem heutigen Hauptportal und nach Süden zum Ort hin. Parallel zum Nordflügel läuft eine zweischiffige Halle, die durch eine Querwand in Refektorium und Krankensaal geteilt ist. Darüber waren ursprünglich die Zellen für die Laienpfründner angeordnet. Die Zellen neben den ursprünglich nicht überbauten Süd- und Westflügeln waren für sechs geistliche und sechs adelige Pfründner reserviert. Alle Teile haben durch den Kreuzgang und die darüberliegenden Gänge unmittelbaren Zugang zur Kapelle.

## Hospitalkapelle

### Architektur
Die 1453–1458 erbaute und 1465 geweihte Kapelle ist ein schlank proportionierter Raum mit annähernd quadratischem Grundriss und Sterngewölben über einem achteckigen Mittelpfeiler und einem gestreckten Chor mit dreiseitigem Schluss. Das Vorbild für diesen Einstützenraum mit Netzgewölbe waren die böhmischen, österreichischen und ostbayerischen Einstützenräume der zweiten Hälfte des 14. Jahrhunderts und der ersten Hälfte des 15. Jahrhunderts wie die Kirche St. Maria auf dem Rasen in Prag, die Nikolauskapelle in Neuhaus/Böhmen und die Hospitalkapelle in Braunau am Inn. Die Gewölbeformen sind aus der niederbayerischen Schule Hans Stethaimers herzuleiten. Die architektonische Struktur der Hospitalkapelle in Kues ist ihrerseits Vorbild für zahlreiche Einstützenkirchen an der Mosel und in der Eifel geworden.

### Ausstattung
Hauptstück der bemerkenswert reichen Ausstattung ist ein großes gemaltes Flügelretabel, ein Frühwerk des Meisters des Marienlebens aus Köln aus der Zeit um 1450/1460. Dargestellt ist in der Mitte eine figurenreiche Kreuzigung mit dem Bildnis des Kardinals als Stifter und seines Diakons. Innen auf den Flügeln ist die Verspottung und Grablegung Christi zu sehen, auf den Außenseiten Heilige in Dreiergruppen.
Zwei Seitenaltäre aus den Jahren 1731 und 1733 zeigen Figuren des Salvator mundi und der Muttergottes. An der Nordwand des Langhauses ist ein großes Wandgemälde des Jüngsten Gerichts aus der zweiten Hälfte des 15. Jahrhunderts erhalten. Drei Tafeln von einem gemalten Altaraufsatz nach der Mitte des 15. Jahrhunderts zeigen die Muttergottes, die Verkündigung und eine Gruppe von vier Heiligen.
Zwei reich geschnitzte Chorbänke mit hoher Rücklehne stammen aus der Zeit um 1725, der obere Aufsatz aus der Mitte des 18. Jahrhunderts. Ein Beichtstuhl wurde ebenfalls in dieser Zeit gefertigt. Ein hölzernes Reliquiar mit neugotischem Schrein zeigt mit Heiligenfiguren bemalte Flügel (außen die Heiligen Philippus und Johannes, innen Matthäus und ein heiliger Bischof), wertvolle Kölner Arbeiten aus dem zweiten Viertel des 15. Jahrhunderts. Im Fußboden vor dem Hochaltar ist eine Kupferplatte mit dem Bildnis des Kardinals († 1464) in ganzer Figur zu sehen, eine künstlerisch wertvolle, lothringische Arbeit, die 1488 ausgeführt wurde, ähnlich der Grabplatte des Trierer Erzbischofs Jakob von Sierck im Dom zu Metz. Nur das Herz des Stifters ist in Bernkastel bestattet, die Gebeine in San Pietro in Vincoli in Rom.
Der Grabstein der Clara Kriftz († 1473), der Schwester des Kardinals, war einst die Deckplatte eines Hochgrabs vor dem Marienaltar, stammt wahrscheinlich aus einer Trierer Werkstatt und zeigt eine kunstvoll gestaltete, betende Bildnisfigur zwischen wappenhaltenden Engeln vor gemustertem Grund. Georg Dehio würdigte dieses Kunstwerk mit den Worten: „Der realistische Stil hat sich in dieser ausgezeichneten Arbeit zu seltener Feinfühligkeit geläutert.“
Das Grabmal des Rektors Johannes von Neuerburg († 1576) wurde 1569 zu seinen Lebzeiten gesetzt und wahrscheinlich von Hans Bildhauer in Trier geschaffen, von dem das Segensisgrabmal in der Trierer Liebfrauenkirche stammt. Das Reliefbildnis als Halbfigur mit ausdrucksvoller Physiognomie und reich gefälteltem Gewand ist in einer rahmenden Pilaster-Ädikula präsentiert. Das Grabmal des Rektors Nikolaus Deunsch († 1618) wurde von einem Nachfolger Hans Ruprecht Hoffmanns geschaffen und zeigt den Verstorbenen in reicher Rahmenarchitektur.

## Bibliothek
Die Bibliothek liegt über der nördlich an den Kapellenchor angebauten Sakristei. Der intime kleine Raum wird durch vier Kreuzgewölbe über einer Mittelstütze abgeschlossen, ähnlich der Bibliothek der Kirche in Klausen. Die jetzige Anordnung der Bücher, unter denen sich viele aus dem persönlichen Besitz des Kardinals befinden, geht auf das 18. Jahrhundert zurück. Zahlreiche wertvolle Einbände des 18. Jahrhunderts und illuminierte Handschriften aus dem Mittelalter sind unter den Büchern. Astronomischen Geräte aus dem 13. bis 15. Jahrhundert, ein Ziborium und zwei Kelche aus der Mitte des 15. Jahrhunderts gehören zur Einrichtung. Weiter werden eine Kasel mit Kölner Borte aus dem 15. Jahrhundert und ein nicht hierher gehöriger Altaraufsatz aus dem Jahr 1732 aufbewahrt.

## Kreuzgang und angrenzende Räume
Im Refektorium am Nordflügel des Kreuzgangs wurden im Jahr 1966 spätgotische Wandgemälde freigelegt, die ein Vesperbild und die Heiligen Jakob, Magdalena, Nikolaus und die Heilige Familie darstellen. Auf dem Türsturz ist außen ein Relief mit der Verkündigung zu sehen.
Am Portalvorbau des Kreuzgangostflügels ist eine feingearbeitete lebensgroße Nikolausfigur aus der Mitte des 18. Jahrhunderts angebracht. Ein Leinwandgemälde aus dem Jahr 1774 von Franziskus Freund aus Bernkastel stellt die Werke der Barmherzigkeit dar. Über der Tür zum Küchenbau sind in Relief das Wappen des Kardinals und das seines Bistums Brixen dargestellt. In einem Raum dieses Trakts werden ein feingearbeiteter Kopf einer Madonna und eine Engelskonsole in der Art des Nikolaus Gerhaert aufbewahrt.
Der im 18. Jahrhundert hinzugefügte Verbindungsflügel zur Bibliothek enthält im Erdgeschoss den Konventssaal mit einer reichen Stuckdekoration von Michael Eytel aus Trier und vier in die Wand eingelassene Leinwandgemälde aus dem Jahr 1756 von Johann Leutzgen aus Graach mit Darstellungen aus dem Leben des Kardinals. Das fünfte Gemälde mit einer wohlgestalteten Darstellung der Kreuzigung stammt vermutlich von einem auswärtigen Maler.
Über dem Konventssaal liegt die Rektorswohnung mit Stuckdecken und Möbeln des 18. Jahrhunderts. Am reichsten ist das sogenannte Kardinalszimmer mit eingelegtem Fußboden aus Eichenholz und einer handgemalten Tapete in barocken Formen aus der Zeit um 1850 ausgestaltet. Die Wirtschaftsbauten stammen aus den Jahren 1552 und 1716.